# UGC 48
UGC 48 es una galaxia espiral localizada en la constelación de Andrómeda.